# Plaque philippine
Pour l’article homonyme, voir Philippines.
La plaque philippine ou plaque de la mer des Philippines est une plaque tectonique de la lithosphère de la Terre. Sa superficie est de 0,13409 stéradians. On y associe généralement la plaque des Mariannes.
Elle couvre la mer des Philippines, le Nord de l'île de Luçon et l'Est de Taïwan hormis les archipels des Ryūkyū et des Mariannes.
La plaque philippine est en contact avec les plaques d'Okhotsk, de l'Amour, d'Okinawa, du Yangtsé, de la Sonde, de Bird's Head, des Carolines, pacifique et des Mariannes.
Ses frontières avec les autres plaques sont notamment formées des fosses de subduction de Ryukyu sur la côte Sud-Est des îles Ryukyu, des Philippines sur la côte Est des Philippines, de Yap (en) sur la côte Sud des Palaos et d'Izu Bonin sur la côte Est de l'archipel d'Ogasawara.
Le déplacement de la plaque philippine se fait vers le Nord-Ouest à une vitesse de 6,35 centimètres par an ou encore à une vitesse de rotation de 1,00° par million d'années selon un pôle eulérien situé à 01°20' de latitude Sud et 45°80' de longitude Ouest (référentiel : plaque pacifique).

## Sources
- (en) Peter Bird, An updated digital model of plate boundaries, vol. 4, Geochemistry Geophysics Geosystems, 14 mars 2003 (DOI 10.1029/2001GC000252, Bibcode 2003GGG.....4.1027B, lire en ligne)
- (en) « Speed of the Continental Plates : An educational, fair use website », sur hypertextbook.com